# Israel Núñez Baticon
Israel Núñez Baticon (Martorell, Baix Llobregat, 31 de maig de 1979) és un ciclista català que ha competit en carretera, ciclisme de muntanya i ciclocròs. Ha obtingut diferents campionats d'Espanya i Catalunya, i al 2009 va guanyar la Titan Desert. Actualment participa a la Copa del Món de BTT en categoria M-40 i és corredor de l'equip Massi Racing Team.

## Palmarès en ciclisme de muntanya
- 2003
  - 2n al Campionat d'Espanya en Camp a través
- 2004
  -  Campió d'Espanya en Marató
- 2005
  - 2n al Campionat d'Espanya en Marató
- 2006
  - 2n al Campionat d'Espanya en Camp a través
- 2007
  -  Campió d'Espanya en Marató
- 2009
  - 1r a la Titan Desert
- 2013
  - 1r a la Pedals de Foc Non Stop[2]

## Palmarès en ciclocròs
- 2002
  - 2n al Campionat d'Espanya de ciclocròs